# Nisshin Steel

Nisshin Steel Co., Ltd., або «Нісін сейко» (яп. 日新製鋼株式会社) — японська компанія чорної металургії і машинобудування зі штаб-квартирою у Токіо. Заснована у квітні 1959 року шляхом об'єднання компаній Nichia Steel Works (日亜製鋼) та Nihon Teppan (日本鐵板). Входить у базу розрахунку індексу Ніккей 225 Токійської фондової біржі. 2012 року компанія об'єдналась з Nippon Metal Industry (яп. 日本金属工業) з утворенням холдингу Nisshin Steel Holdings Co., Ltd.
Компанії належать металургійний комбінат в Куре та інші металургійні заводи.